# Juan Gilberto Funes
Juan Gilberto Funes Baldovino (San Luis, 8 de março de 1963 – Buenos Aires, 11 de janeiro de 1992) foi um futebolista argentino, que atuava com atacante.

## Carreira
Funes é um dos maiores ídolos do River Plate, mesmo tendo jogado apenas dois anos, entre 1986 e 1988. A razão é que tornou-se sinônimo de vencedor da Taça Libertadores da América, tendo feito gols nas duas partidas da final de 1986, a primeira vencida pelo River.
Conhecido como Búfalo, pela sua corpulência, curiosamente, não fez questão de jogar a primeira partida da decisão, na Colômbia, contra o América de Cali. O técnico Héctor Veira o convenceu, pois Funes era bem conhecido nesse país, tendo sido goleador do Millonarios de Bogotá, onde fora ídolo e havia chegado ao River em 1986. Por isso, despertaria temor no adversário.
No River, Funes ganhou outros dois títulos, ambos também internacionais: a Copa Interamericana e a Copa Intercontinental. Deixou o clube rumo ao futebol europeu, no qual não fez tanto sucesso. No futebol francês, descobriu um problema cardíaco. Entretanto, continuou a jogar, regressando à Argentina para atuar no Vélez Sarsfield, onde um bom desempenho quase o levou para a Copa do Mundo de 1990. 
Em 1992, esteve próximo de acertar com o arquirrival da equipe onde se consagrou. Antes de ser contratado pelo Boca Juniors, todavia, um ataque no coração acabou por matá-lo precocemente.

## Seleção
Funes integrou a Seleção Argentina de Futebol na Copa América de 1987.